# Пачи крак
Пачи крак (Cantharellus cibarius) е вид базидиева гъба. Обозначава се още с имената жълтурка, лаберка и дивисилка.

## Характерни белези
- Гугла: С диаметър от 5 до 8 см при развитата гъба. При младата гъба ръбът на шапката е извит навътре, а при развитата – обърната навън и гъбата е с фуниевидна форма. Кожицата е с жълто-оранжев цвят и не се отделя. Плодното месо на гъбата е в същия цвят, твърдо с характерен аромат.
- Пластинки: Спороносният слой се състои от бръчки, наподобяващи пластинки, които не са същински. Те са ясно разделени една от друга, заловени за пънчето и спускащи се почти до основата му.
- Споров прашец: бледожълт.
- Пънче: високо до 5 – 6 см и дебело около 2 – 3 см: при младата гъба е с жилаво месо, което се цепи лесно на жилки, а при застаряващата гъба е кухо. Често в основата е изкривено.

Гъбата расте през пролетта, лятото и есента в широколистни и иглолистни гори, като плододава и в сравнително по-сухо време. Среща се в горска шума, горски поляни и в мъх, но винаги наблизо растат живи дървета, с които гъбата съжителства чрез микоризна симбиоза. Има слаб аромат на кайсии, който се долавя при по-големи количества. Характерно за пачия крак е обемът на неговото плододаване да варира драстично всяка година.

## Събиране и съхранение
Желателно е гъбите да се събират сутрин рано, преди вдигане на росата, въпреки че събирането им през останалата част на деня не влияе на вкусовите им качества.
Пачият крак е издръжлива гъба, подходяща за сушене или консервиране. В сурово състояние издържа до 10 дни в хладилник. Суши се на открито, без допълнителни обработки. Преди да се използва, сушената гъба се потапя за около час в студена вода, за да възвърне вида и цвета си.
Събира се масово в България за износ в чужбина.

## Използване в кулинарията
Пачият крак е високо ценена гъба за приготвяне на различни ястия. Добре се комбинира с яйца, кашкавал и различни меса. Приготвя се чрез варене, пържене или печене, а поради твърдостта ѝ времето за кулинарна обработка е по-дълго.

## Двойници
Пачият крак може да се сбърка на външен вид със силно отровния вид горчива миризливка (Omphalotus olearius). Различават се по място на растеж: пачият крак расте само на почва, а горчивата миризливка – на изгнила широколистна дървесина. Друг възможен двойник, който се среща из цяла Европа и Северна Америка, е оранжевият лъжлив пачи крак (Hygrophoropsis aurantiaca). Този вид е слабо отровен и най-много може да развали вкусовите качества на гозба от пачи крак.
И двата вида двойници имат истински пластинки, докато истинският пачи крак има бръчки, наподобяващи пластинки.